# 西尤寧 (密蘇里州)
西尤寧（英語：West Union）是位於美國密蘇里州卡斯縣的鬼鎮。

## 歷史
西尤寧的郵局於1871年設立，其後於1903年停運。

## 地理
西尤寧所處的海拔為高於海平面287米（即942英呎），而該地所採用的時區為UTC-6，即北美中部時區（CST）。同時該地設有夏令時間，為UTC-6調快一小時，即UTC-5（CDT）。